# Canthigaster smithae
Canthigaster smithae, tên thông thường là cá nóc hai sắc, là một loài cá biển thuộc chi Canthigaster trong họ Cá nóc. Loài này được mô tả lần đầu tiên vào năm 1977.

## Phân bố và môi trường sống
C. smithae có phạm vi phân bố ở Ấn Độ Dương. Loài này được tìm thấy dọc theo vùng bờ biển Đông Phi, bao gồm Madagascar và các hòn đảo, bãi đá xung quanh; ở phía đông, C. smithae có mặt tại Maldives, và từ biển Andaman trải dài xuống phía tây đảo Sumatra (Indonesia). C. smithae được thu thập xung quanh các rạn san hô ở khu vực có nhiều đá cuội, độ sâu khoảng từ 20 đến 40 m.

## Mô tả
C. smithae trưởng thành có kích thước tối đa được ghi nhận là khoảng 13 cm. Phần trên mõm và lưng có màu nâu sậm, vùng cơ thể còn lại có màu trắng. Thân có cặp sọc vàng với những đốm màu nâu nằm trên đó. Mắt vàng, xung quanh có các vệt màu xanh lam vàng nâu. Các vây có màu trắng trong.
Số gai ở vây lưng: 0; Số tia vây mềm ở vây lưng: 10; Số gai ở vây hậu môn: 0; Số tia vây mềm ở vây hậu môn: 9; Số tia vây mềm ở vây ngực: 17.
Cũng như những loài cá nóc khác, C. smithae có khả năng sản xuất và tích lũy các độc tố như tetrodotoxin và saxitoxin trong da, tuyến sinh dục và gan. Mức độ độc tính khác nhau tùy theo từng loài, và cũng phụ thuộc vào khu vực địa lý và mùa.
Thức ăn của C. smithae rất đa dạng, bao gồm rong tảo, các loài động vật giáp xác và động vật thân mềm. Chúng sống đơn độc. C. smithae đôi khi được đánh bắt nhằm mục đích thương mại cá cảnh.